# Dwars door Vlaanderen 2025
Das Straßenradrennen Dwars door Vlaanderen 2025 war die 79. Austragung des belgischen Eintagsrennens. Das Rennen fand am 2. April statt und ist Teil der UCI WorldTour 2025.
Den Sieg sicherte sich der US-Amerikaner Neilson Powless (EF Education-EasyPost), der sich im Zielsprint vor dem Team Visma-Lease a Bike-Trio Wout van Aert, Tiesj Benoot und Matteo Jorgenson durchsetzte. Zuvor hatte das Quartett die letzten 55 Kilometer gemeinsam absolviert.

## Teilnehmende Mannschaften und Fahrer
Neben den 18 UCI WorldTeams gingen auch 7 UCI ProTeams bei dem Rennen an den Start. Für jedes Team waren sieben Fahrer startberechtigt, wobei mit Alex Kirsch (Lidl-Trek), Rui Oliveira (UAE Team Emirates-XRG), Johan Jacobs (Groupama-FDJ) und Piet Allegaert (Cofidis) das Rennen nicht in Angriff nahmen.
Mit Matteo Jorgenson, Dylan van Baarle (beide Team Visma-Lease a Bike) und Yves Lampaert (Soudal Quick-Step) nahmen drei ehemalige Sieger an der 79. Austragung teil.
Als Favoriten galten Wout van Aert, Matteo Jorgenson, Dylan van Baarle, Tiesj Benoot (alle Team Visma-Lease a Bike), Mads Pedersen, Jasper Stuyven (Lidl-Trek), Tim Wellens, Jhonatan Narváez, Nils Politt (alle UAE Team Emirates-XRG), Stefan Küng, Valentin Madouas (Groupama-FDJ), Laurence Pithie (Red Bull-Bora-hansgrohe), Joshua Tarling, Magnus Sheffield (beide Ineos Grenadiers), Matej Mohorič, Fred Wright (beide Bahrain Victorious), Alberto Bettiol (XDS Astana Team), Neilson Powless (EF Education-EasyPost), Yves Lampaert, Paul Magnier (beide Soudal Quick-Step), Jonas Abrahamsen, Rasmus Tiller (beide Uno-X Mobility), Iván García Cortina (Movistar Team) und Tibor Del Grosso (Alpecin-Deceuninck).
Im Falle eines Sprint aus einer größeren Gruppe zählten zudem Jasper Philipsen (Alpecin-Deceuninck), Jonathan Milan (Lidl-Trek), Tim Merlier (Soudal Quick-Step), Biniam Girmay (Intermarché-Wanty), Jordi Meeus, Sam Welsford (beide Red Bull-Bora-hansgrohe), Sebastián Molano (UAE Team Emirates-XRG), Alexander Kristoff, Søren Wærenskjold (beide Uno-X Mobility), Sam Bennett (Decathlon AG2R La Mondiale Team), Arnaud Démare (Arkéa-B&B Hotels), Bryan Coquard (Cofidis) und Giacomo Nizzolo (Q36.5 Pro Cycling Team).
| UCI WorldTeams | UCI WorldTeams                  | UCI WorldTeams | UCI WorldTeams          | UCI WorldTeams | UCI WorldTeams          | UCI ProTeams | UCI ProTeams           |
| -------------- | ------------------------------- | -------------- | ----------------------- | -------------- | ----------------------- | ------------ | ---------------------- |
| ADC            | Alpecin-Deceuninck              | IGD            | Ineos Grenadiers        | DFP            | Team Picnic PostNL      | IPT          | Israel-Premier Tech    |
| ARK            | Arkéa-B&B Hotels                | GFC            | Intermarché-Wanty       | TVL            | Team Visma-Lease a Bike | LOT          | Lotto                  |
| TBV            | Bahrain Victorious              | LTK            | Lidl-Trek               | UAD            | UAE Team Emirates-XRG   | Q36          | Q36.5 Pro Cycling Team |
| COF            | Cofidis                         | MOV            | Movistar Team           | XAT            | XDS Astana Team         | TFB          | Team Flanders-Baloise  |
| DAT            | Decathlon AG2R La Mondiale Team | RBH            | Red Bull-Bora-hansgrohe |                |                         | TUD          | Tudor Pro Cycling Team |
| EFE            | EF Education-EasyPost           | SOQ            | Soudal Quick-Step       |                |                         | UXM          | Uno-X Mobility         |
| GFC            | Groupama-FDJ                    | JAY            | Team Jayco AlUla        |                |                         | WB2          | Wagner Bazin WB        |

## Streckenführung
Das Rennen führte über 184,2 km von Roeselare durch die flämischen Ardennen nach Waregem, wobei sich die Streckenführung im Vergleich zum Vorjahr etwas verändert wurde. Insgesamt mussten die Fahrer 10 Hellingen (kurze Anstiege in Flandern) und 7 Kasseien (Kopfsteinpflaster-Passagen) überqueren.
Die ersten Kilometer führten auf flachen Straßen nach Waregem, ehe nach 68,2 Kilometern der erste Anstieg mit dem Volkegemberg erreicht wurde. Nach der Kopfsteinpflaster-Passage des Holleweg folgte ein Rundkurs, der zweimal befahren werden musste und den Berg Ten Houte, Knokteberg, Hotond und die Mariaborrestraat beinhaltete. Auf den letzten 40 Kilometern wurde zunächst der gepflasterte Eikenberg befahren, der neu ins Programm aufgenommen worden war. Nach den Kopfsteinpflasterpassagen des Doorn und Huisepontweg, wurde ein finaler Rundkurs um Nokere absolviert, bevor es zum Ziel nach Waregem ging.
|                           | km    | Länge (m) | Steigung             | Kopfsteinpflaster |
| ------------------------- | ----- | --------- | -------------------- | ----------------- |
| Volkegemberg              | 68,2  | 600       | ø 4,7 %, max. 10,5 % | ● (teilweise)     |
| Holleweg                  | 68,7  | 600       |                      | ●                 |
| Berg Ten Houte            | 78,9  | 1100      | ø 6 %, max. 21 %     | ● (teilweise)     |
| Knokteberg (Rue du Trieu) | 93    | 1100      | ø 7 %, max. 11,8 %   |                   |
| Hotond                    | 96,7  | 1200      | ø 3,1 %, max. 6,5 %  |                   |
| Mariaborrestraat          | 103,2 | 2400      |                      | ●                 |
| Berg Ten Houte            | 115   | 1100      | ø 6 %, max. 21 %     | ● (teilweise)     |
| Knokteberg (Rue du Trieu) | 129,1 | 1100      | ø 7 %, max. 11,8 %   |                   |
| Hotond                    | 132,8 | 1200      | ø 3,1 %, max. 6,5 %  |                   |
| Mariaborrestraat          | 139,3 | 2400      |                      | ●                 |
| Eikenberg                 | 144,7 | 1200      | ø 5,2 %, max. 10 %   | ●                 |
| Doorn                     | 154,4 | 600       |                      | ●                 |
| Huisepontweg              | 156,9 | 2000      |                      | ●                 |
| Nokereberg                | 162   | 500       | ø 5,7 %, max. 6,7 %  | ●                 |
| Herlegemstraat            | 164,7 | 800       |                      | ●                 |
| Nokere (Waregemsestraat)  | 174,5 | 1100      | ø 3,5 %, max. 6,6 %  |                   |
| Ziel                      | 184,2 |           |                      |                   |

## Rennverlauf und Rennergebnis
Mit Alex Kirsch (Lidl-Trek), Rui Oliveira (UAE Team Emirates-XRG), Johan Jacobs (Groupama-FDJ) und Piet Allegaert (Cofidis) gingen vier Fahrer nicht an den Start des Rennens. Erst nach rund 70 Kilometern bildete sich kurz vor dem Volkegemberg eine acht Fahrer umfassende Ausreißergruppe, in der Lewis Askey (Groupama-FDJ), Mikkel Bjerg (UAE Team Emirates-XRG), Taco van der Hoorn (Intermarché-Wanty), Rasmus Søjberg Pedersen (Decathlon AG2R La Mondiale), Fabio Christen (Q36.5), Joshua Giddings (Lotto), Petr Kelemen (Tudor) und Ceriel Desal (Wagner Bazin WB) vertreten waren. Die Gruppe konnte jedoch keinen großen Vorsprung herausfahren.
Kurz bevor die Ausreißer bereits rund 90 Kilometer vor dem Ziel eingeholt wurden, setzten sich mit Mikkel Bjerg und Rasmus Søjberg Pedersen zwei Fahrer von der ursprünglichen Fluchtgruppe ab. Wenig später schlossen mit Joshua Tarling (Ineos Grenadiers), Neilson Powless (EF Education-EasyPost) und Fabio Van den Bossche (Alpecin-Deceuninck) drei Fahrer zu den beiden Spitzenreitern auf, womit sich nun fünf Fahrer mit einem geringen Vorsprung vor dem Hauptfeld befanden. Kurz vor der zweiten Auffahrt des Berg Ten Houte forcierte das Team Visma-Lease a Bike das Tempo, ehe sich vier Fahrer der niederländischen Mannschaft absetzen konnten. Von diesen schlossen Wout van Aert, Matteo Jorgenson und Tiesj Benoot 69 Kilometer vor dem Ziel zu der Spitzengruppe auf, während Joshua Tarling zurückfiel. Im nachfolgenden Knoteberg konnte sich nur Neilson Powless neben dem Visma-Lease a Bike-Trio in der Spitzengruppe behaupten.
Das Führungsquartett hatte unterdessen einen Vorsprung von rund 30 Sekunden herausfahren können und nahm nun die letzten 55 Kilometer in Angriff. Dahinter kam es immer wieder zu Angriffen, wobei auch der Gent–Wevelgem Sieger Mads Pedersen (Lidl-Trek) die Lücke nicht schließen konnte. Obwohl der Vorsprung der Spitzengruppe im Finale auf rund eine Minute anwuchs, entschied sich das Team Visma-Lease a Bike das Rennen im Sprint zu entscheiden, wobei sich Matteo Jorgenson und Tiesj Bennot auf den letzten Kilometern in die Dienste von Wout van Aert stellten. Der Belgier unterlag schlussendlich jedoch dem US-Amerikaner Neilson Powless, der das Rennen vor den drei Teamkollegen gewann. Im Sprint um die nachfolgenden Plätze setzte sich Mads Pedersen mit einem Rückstand von 45 Sekunden vor Tibor Del Grosso (Alpecin-Deceuninck) durch.
| Platz | Fahrer           | Nation | Team                            | Zeit                   |
| ----- | ---------------- | ------ | ------------------------------- | ---------------------- |
| 01.   | Neilson Powless  | USA    | EF Education-EasyPost           | 3:57:14 h (46,58 km/h) |
| 02.   | Wout van Aert    | BEL    | Team Visma-Lease a Bike         | "                      |
| 03.   | Tiesj Benoot     | BEL    | Team Visma-Lease a Bike         | "                      |
| 04.   | Matteo Jorgenson | USA    | Team Visma-Lease a Bike         | + 0:05 min             |
| 05.   | Mads Pedersen    | DEN    | Lidl-Trek                       | +0:45 min              |
| 06.   | Tibor Del Grosso | NED    | Alpecin-Deceuninck              | "                      |
| 07.   | Dries De Bondt   | BEL    | Decathlon AG2R La Mondiale Team | +0:47 min              |
| 08.   | Arjen Livyns     | BEL    | Lotto                           | "                      |
| 09.   | Stefan Küng      | SUI    | Groupama-FDJ                    | "                      |
| 10.   | Alec Segaert     | BEL    | Lotto                           | "                      |

## Vergabe der UCI-Punkte
Dwars door Vlaanderen 2025 ist Teil der UCI WorldTour 2025. Nach dem Rennen wurden UCI-Punkte vergeben, die sich auf die Platzierung der Fahrer und Mannschaften im UCI Ranking auswirkten. Die Punktevergabe erfolgte nach folgendem Schlüssel:
| Platzierung  | 1.  | 2.  | 3.  | 4.  | 5.  | 6.  | 7. | 8. | 9. | 10. | Anmerkung                              |
| ------------ | --- | --- | --- | --- | --- | --- | -- | -- | -- | --- | -------------------------------------- |
| Tageswertung | 300 | 250 | 215 | 175 | 120 | 115 | 95 | 75 | 60 | 50  | gestaffelt bis zum 60. Platz (1 Punkt) |